# Katharina Abel (Tänzerin)

Katharina Abel in Wiener Walzer

Katharina Abel, verehelichte Gräfin Orssich von Slavetich, (* 22. Februar 1856 in Wien; † 6. März 1904 in Baden bei Wien) war eine Solotänzerin an der Wiener Hofoper.

## Leben
Sie wurde im Alter von zwölf Jahren als Ballettschülerin vom Kärntnertortheater aufgenommen, wo sie von der Ballettmeisterin Johanna Telle in die Kunst des klassischen Tanzes unterwiesen wurde. 1871 wurde sie Mitglied der Hofoper. Die junge Künstlerin zählte zu den reizendsten und graziösesten Ballerinen ihrer Zeit. Sie glänzte vor allem in pantomimischen Rollen.
In ihrer ersten Solopartie am 4. Oktober 1879 im Ballett Dyellah oder die Reise nach Indien agierte sie als Amazonenführerin derart überzeugend, dass nach dieser Vorstellung ihre Bestellung zur Hofopern-Solotänzerin erfolgte. Unter Direktor Carl Teile war sie eine der beliebtesten Kräfte dieses Theaters.
Zu den Bühnenwerken, bei denen die Künstlerin als Ballerina eine Hauptrolle spielte, zählen das Ballett Coppélia, die Opern Die schöne Melusine von Louis Schindelmeisser und Die Stumme von Portici (in der Abel die Fenella verkörperte), sowie die Divertissements Wiener Walzer, Die Puppenfee, Sonne und Erde, Fantasca, Fata Morgana und Der Stock im Eisen (nach einer alten Wiener Sage, von Pasquale Borri).
Bei der Aufführung des Tanzstückes Giselle stürzte Abel aufgrund eines Versagens der Aufhängung von einem über der Szene angebrachten beweglichen Rosenstrauch aus einer Höhe von drei Metern auf den Bühnenboden, wobei sie sich eine Fußverletzung zuzog, die ihrer Solokarriere ein jähes Ende bereitete. Eine Zeitlang konnte sie das Publikum noch als Darstellerin von pantomimischen Rollen für sich einnehmen.

## Heirat
Am 14. Juli 1890 heiratete Abel den um 10 Jahre jüngeren Grafen Georg Ors(s)ich von Slatevich, der zum Zeitpunkt der Eheschließung weder über ein nennenswertes Vermögen verfügte noch einem Beruf nachging. Die Trauung fand im engsten Kreis der Familie und unter Ausschluss der Öffentlichkeit statt. Die Braut trug einfache Straßentoilette, das Gesicht war von einem Schleier verhüllt. 1892 beendete die einstmals berühmte Primaballerina der Hofoper ihre Bühnenkarriere und lebte fortan auf dem Gut ihres Ehemannes in Theresienfeld. Zwei Jahre vor ihrem Ableben bezog sie eine Wohnung im Mercedeshof (siehe: Emil Jellinek) in Baden bei Wien. Im November 1903 wurde sie nach zwei Operationen aus dem Rath’schen Spital als geheilt entlassen. Nach einem weiteren Eingriff zu Beginn des Jahres 1904 erlag sie nur Wochen später ihrem Krebsleiden. Die Kränklichkeit der Künstlerin war auf „zu enge Schnürung der Taille während ihrer Tanzzeit“ zurückgeführt worden.
Die Ehe mit Graf Orssich blieb kinderlos.
Die Leiche wurde nach Varasdin überführt, wo sie in der Erbgruft der Familie beigesetzt wurde.

## Varia
Katharina Abel war Mutter einer Tochter. Der Vater des am 17. Jänner 1876 in Wieden geborenen Kindes ist unbekannt. Ein Jahr nach der Eheschließung ihrer Mutter heiratete Maria den Gutsinspektor des Grafen Hunyadi, Lajos von Fautz, dem sie drei Kinder gebar. Maria führte gegen ihren Stiefvater einen Erbschaftsprozess, bei dem es darum ging, einen Teil des Vermögens der verstorbenen Mutter wiederzuerlangen.
Ihr Urenkel war Ernst Bregant (1920–2016), ein Sohn ihrer ältesten Enkelin Katalin Bregant (1893–1991).